# Projeto 985
O Projeto 985 (chinês: 985工程, pinyin: Jiǔbāwǔ gōngchéng) é um projeto que foi anunciado pela primeira vez pelo Secretário-Geral do Partido Comunista da China e Presidente da China Jiang Zemin no 100º aniversário da Universidade de Pequim em 4 de maio de 1998. O objetivo do projeto é promover o desenvolvimento e a reputação do sistema de ensino superior chinês elevando as universidades ao nível mundial no século XXI. O nome deriva da data do anúncio, maio de 1998 ou 98/5, de acordo com o formato de data chinês. O projeto envolve tanto governos nacionais como locais que alocam grandes quantias de financiamento destinadas à certas universidades para construir novos centros de pesquisa, melhorar instalações, realizar conferências internacionais, atrair professores de renome mundial e acadêmicos visitantes, e ajudar professores chineses a participar de conferências no exterior.
Em 2009, as 9 universidades fundadoras originais do Projeto 985 formaram a Liga C9 que é conhecida como o equivalente chinês da Ivy League dos EUA. No final da segunda fase do projeto, 39 universidades eram patrocinadas. Foi anunciado em 2011 que o projeto fecharia suas portas e não aceitaria novas escolas.
Em setembro de 2017, um plano semelhante chamado Plano Duplo de Universidades de Primeira Classe foi anunciado. Não ficou claro se esse plano representa uma nova maneira de classificar as universidades na China, ou uma forma de substituir o Projeto 211 e o Projeto 985.

## Lista de universidades patrocinadas
Existem 39 universidades patrocinadas pelo Projeto 985.  O projeto também atribuiu financiamento para cada uma das universidade.
| Universidade                                             | Província ou Municipalidade     | Fundação | Fundação                   | Investimento    |
| -------------------------------------------------------- | ------------------------------- | -------- | -------------------------- | --------------- |
| Universidade de Wuhan                                    | Hubei                           | 1893     | Dinastia Qing              | CN¥ 800 milhões |
| Universidade de Tianjin                                  | Tianjin                         | 1895     | Dinastia Qing              | CN¥ 700 milhões |
| Universidade Jiaotong de Xiam                            | Xianxim                         | 1896     | Dinastia Qing              | CN¥ 900 milhões |
| Universidade Jiao Tong de Xangai                         | Xangai                          | 1896     | Dinastia Qing              | CN¥ 1,2 bilhão  |
| Universidade de Sichuan                                  | Sichuan                         | 1896     | Dinastia Qing              | CN¥ 720 milhões |
| Universidade de Zhejiang                                 | Zhejiang                        | 1897     | Dinastia Qing              | CN¥ 1,4 bilhão  |
| Universidade de Pequim                                   | Pequim                          | 1898     | Dinastia Qing              | CN¥ 1,8 bilhão  |
| Universidade de Shandong                                 | Shandong                        | 1901     | Dinastia Qing              | CN¥ 1,2 bilhão  |
| Universidade de Nanquim                                  | Jiangsu                         | 1902     | Dinastia Qing              | CN¥ 1,2 bilhão  |
| Universidade Normal de Pequim                            | Pequim                          | 1902     | Dinastia Qing              | CN¥ 1,2 bilhão  |
| Universidade do Sudeste                                  | Jiangsu                         | 1902     | Dinastia Qing              | CN¥ 600 milhões |
| Universidade de Hunan                                    | Hunan                           | 1903     | Dinastia Qing              | CN¥ 400 milhões |
| Universidade Agrícola da China                           | Pequim                          | 1905     | Dinastia Qing              | desconhecido    |
| Universidade Fudan                                       | Xangai                          | 1905     | Dinastia Qing              | CN¥ 1,2 bilhão  |
| Universidade Tongji                                      | Xangai                          | 1907     | Dinastia Qing              | CN¥ 600 milhões |
| Universidade de Lanzhou                                  | Gansu                           | 1909     | Dinastia Qing              | CN¥ 450 milhões |
| Universidade Tsinghua                                    | Pequim                          | 1911     | Dinastia Qing              | CN¥ 1,8 bilhão  |
| Universidade de Nankai                                   | Tianjin                         | 1919     | República da China         | CN¥ 700 milhões |
| Instituto de Tecnologia de Harbin                        | Heilongjiang, Shandong e Cantão | 1920     | República da China         | CN¥ 1 bilhão    |
| Universidade de Xiamen                                   | Fujian                          | 1921     | República da China         | CN¥ 800 milhões |
| Universidade do Nordeste                                 | Liaoning                        | 1923     | República da China         | CN¥ 400 milhões |
| Universidade do Oceano da China                          | Shandong                        | 1924     | República da China         | CN¥ 350 milhões |
| Universidade Sun Yat-sen                                 | Cantão                          | 1924     | República da China         | CN¥ 1,2 bilhão  |
| Universidade de Chongqing                                | Chongqing                       | 1929     | República da China         | CN¥ 540 milhões |
| Universidade A&F do Noroeste                             | Xianxim                         | 1934     | República da China         | CN¥ 450 milhões |
| Universidade Popular da China                            | Pequim                          | 1937     | República da China         | CN¥ 500 milhões |
| Universidade Politécnica do Noroeste                     | Xianxim                         | 1938     | República da China         | CN¥ 900 milhões |
| Instituto de Tecnologia de Pequim                        | Pequim                          | 1940     | República da China         | CN¥ 1 bilhão    |
| Universidade Minzu da China                              | Pequim                          | 1941     | República da China         | CN¥ 500 milhões |
| Universidade de Jilin                                    | Jilin                           | 1946     | República da China         | CN¥ 700 milhões |
| Universidade Dalian de Tecnologia                        | Liaoning                        | 1949     | República Popular da China | CN¥ 400 milhões |
| Universidade Normal do Leste da China                    | Xangai                          | 1951     | República Popular da China | CN¥ 600 milhões |
| Universidade Beihang                                     | Pequim                          | 1952     | República Popular da China | CN¥ 900 milhões |
| Universidade de Tecnologia do Sul da China               | Cantão                          | 1952     | República Popular da China | CN¥ 400 milhões |
| Universidade Huazhong de Ciência e Tecnologia            | Hubei                           | 1953     | República Popular da China | CN¥ 600 milhões |
| Universidade Nacional de Tecnologia de Defesa            | Hunan                           | 1953     | República Popular da China | desconhecido    |
| Universidade de Ciência Eletrônica e Tecnologia da China | Sichuan                         | 1956     | República Popular da China | CN¥ 360 milhões |
| Universidade de Ciência e Tecnologia da China            | Anhui                           | 1958     | República Popular da China | CN¥ 900 milhões |
| Universidade do Sul Central                              | Hunan                           | 2000     | República Popular da China | CN¥ 400 milhões |